# Fos-sur-Mer
Fos-sur-Mer è un comune francese di 15 767 abitanti situato nel dipartimento delle Bocche del Rodano della regione della Provenza-Alpi-Costa Azzurra.
È sede di un importante complesso industriale portuale che è parte del bacino ovest del Gran porto marittimo di Marsiglia.

## Società

### Evoluzione demografica
Abitanti censiti